# Lista de prefeitos de Foz do Jordão
Esta é a lista de prefeitos e vice-prefeitos do município de Foz do Jordão, estado brasileiro do Paraná.
| Nº | Nome                   | Partido                                          | Vice-prefeito                    | Início do mandato     | Fim do mandato         | Observações                                            |
| 1  | Olívio Albino Amâncio  | Partido da Frente Liberal PFL                    | Anildo Alves da Silva (PFL)      | 1º de janeiro de 1997 | 31 de dezembro de 2000 | Primeiro prefeito eleito                               |
| 1  | Olívio Albino Amâncio  | Partido da Social Democracia Brasileira PSDB     | Anildo Alves da Silva (PFL)      | 1º de janeiro de 2001 | 31 de dezembro de 2004 | Prefeito reeleito em sufrágio universal                |
| 2  | Anildo Alves da Silva  | Partido da Frente Liberal PFL                    | Francisco Presa (PP)             | 1º de janeiro de 2005 | 31 de dezembro de 2008 | Prefeito e vice eleitos em sufrágio universal          |
| 2  | Anildo Alves da Silva  | Partido do Movimento Democrático Brasileiro PMDB | Alcides Leria da Silva (PTC)     | 1º de janeiro de 2009 | 31 de dezembro de 2012 | Prefeito reeleito e vice eleito em sufrágio universal  |
| 3  | Neri Antônio Quatrin   | Partido Social Democrático PSD                   | Jaime Szernek (Bizarra) (PSB)    | 1º de janeiro de 2013 | 31 de dezembro de 2016 | Prefeito e vice eleitos em sufrágio universal          |
| —  | Anselmo Albino Amâncio | Partido Social Democrático PSD                   | Ivan Pinheiro (PP)               | —                     | —                      | Prefeito eleito falecido antes de assumir o mandato    |
| 4  | Ivan Pinheiro da Silva | Partido Progressista PP                          | —                                | 1º de janeiro de 2017 | 31 de dezembro de 2020 | Vice-prefeito eleito assumiu devido a morte do titular |
| 5  | Francisco Clei         | Partido Social Democrático PSD                   | Glorinha Pflanzer                | 1° de janeiro de 2021 | 31 de dezembro de 2024 | Prefeito e vice eleitos em sufrágio universal          |
| 5  | Francisco Clei         | Partido Social Democrático PSD                   | Hildemiro Mariano Hilário Júnior | 1° de janeiro de 2025 | Atual                  | Prefeito e vice eleitos em sufrágio universal          |